# Поста-Фибрено
Поста-Фибрено (итал. Posta Fibreno) — коммуна в Италии, располагается в регионе Лацио, в провинции Фрозиноне.
Население составляет 1230 человек на 2008 год, плотность населения составляет 135 чел./км². Занимает площадь 9 км². Почтовый индекс — 3030. Телефонный код — 0776.
Покровительницами коммуны почитаются святые Виктория и Бландина, празднование 19 августа.

## Демография
Динамика населения:

## Администрация коммуны
- Официальный сайт: